# Bruscolo alla caccia grossa
Bruscolo alla caccia grossa (Congo Jazz) è un film del 1930 diretto da Hugh Harman e Rudolf Ising. È un cortometraggio animato uscito nel luglio del 1930, prodotto dalla Leon Schlesinger Productions e distribuito dalla Warner Bros. e dalla Vitaphone Corporation.
Bruscolo alla caccia grossa fu il primo cartone nel quale Bosko parla con una voce in falsetto, che avrebbe usato per la maggior parte dei suoi cartoni successivi (nel corto precedente, Bruscolo prende un bagno, aveva una voce stereotipata afroamericana).

## Trama
Mentre Bosko va a caccia nella giungla, una tigre gli si avvicina con fare minaccioso. Bosko prova a sparargli ma la pistola si rivela inutile, pertanto cerca di fuggire. Dopo essere stato inseguito, il ragazzo tira fuori un flauto e inizia a suonare, facendo divertire la tigre. I due battono le mani, ballano e Bosko suona i baffi e la coda della tigre come fossero corde di chitarra. Ora che la tigre è divenuta innocua, Bosko la fa cadere da un dirupo dandole un calcio.
In seguito, Bosko nota due scimmiette che giocano alla cavallina e ne prende una, ma il primate gli sputa in un occhio. Allora Bosko inizia a sculacciarlo, finché non nota il padre della scimmia che incombe verso di lui. Con nonchalance, Bosko offre al primate della gomma da masticare. La scimmia accetta, e sembra che la gomma americana le piaccia. Entrambi tirano dalla bocca la gomma e iniziano a pizzicarla, suonando una melodia. Il resto degli animali della giungla (scimmie, struzzi, canguri, ecc.) si unisce. Un canguro usa come strumento musicale un albero, delle scimmie una giraffa e un elefante la sua proboscide. Un albero fa una danza provocante roteando delle noci di cocco, finché una non vola via e colpisce Bosko in testa. Infine, Bosko e tre iene ridono.

## Distribuzione
La prima proiezione a noi nota di questo corto nelle sale statunitensi risale più o meno al 26 luglio del 1930. La pellicola venne proiettata per la prima volta in Italia nel 1932, assieme ad altri corti di Bosko, ribattezzato Bruscolo.